# 東方二號
東方二號（俄语：Восток-2）是前蘇聯的太空計畫，1961年8月6日發射升空，並首次成功在地球軌道上做多圈載人太空飛行，太空人為蓋爾曼·季托夫。

## 外部連結
- https://web.archive.org/web/20070927031358/http://www.april12.de/vostok/Vostok2.html